# Zygmunt Duczyński

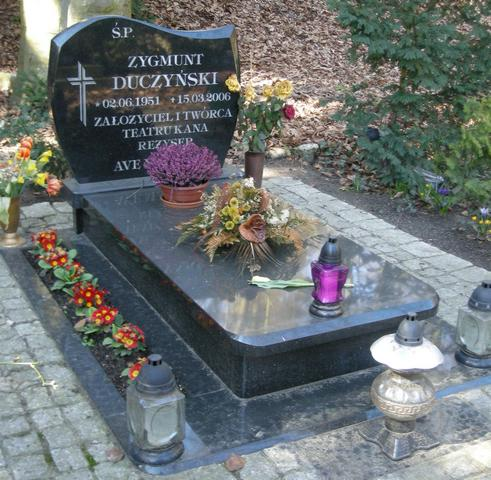
Grób Zygmunta Duczyńskiego w kwaterze zasłużonych cmentarza Centralnego w Szczecinie

Zygmunt Duczyński (ur. 2 czerwca 1951 w Głuszycy, zm. 15 marca 2006 w Szczecinie) – polski reżyser teatru alternatywnego, animator kultury. Absolwent Studium Reżyserskiego  Aleksandra Bardiniego w Warszawie, twórca i dyrektor artystyczny szczecińskiego Teatru Kana oraz ośrodka teatralnego założonego przez ludzi związanych z Kaną. 
Współpracował z innymi polskimi grupami alternatywnymi: Teatrem Ósmego Dnia, Provisorium, Grupą Chwilową, zespołami muzycznymi (Kwartet Jorgi, Dikanda), międzynarodowymi ośrodkami teatralnymi (Ośrodek Grotowskiego we Wrocławiu, Schloss Broellin) i szczecińskim środowiskiem offowym i studenckim. 
Jako terapeuta pracował z młodzieżą uzależnioną od narkotyków.
Pomysłodawca nazwy Kontrapunkt, dodanej do Przeglądu Małych Form Teatralnych i jeden z głównych organizatorów tego festiwalu. Laureat Nagrody Artystycznej Prezydenta Miasta Szczecina za rok 1994. 25 października 2010 imieniem Zygmunta Duczyńskiego nazwano jedną z ulic nieopodal Teatru Kana w Szczecinie.

## Przedstawienia w reżyserii Zygmunta Duczyńskiego w Teatrze Kana[4]
- 1978 – Być

- 1979 – Spektakl
- 1981 – Abbadon
- 1982 – Księga o życiu i śmierci i twórczości Osipa Mandelsztama
- 1983 – Krótka historia Europy
- 1984 – Droga
- 1985 – Czarne światła
- 1987 – Bezsenność
- 1989 – Moskwa-Pietuszki
- 1993 – Noc (Nagroda Critics' Award i Fringe First na Światowym Festiwalu Sztuki w Edynburgu)
- 1996 – Szlifierze nocnych diamentów
- 2000 – Ja, Henryk Bilke
- 2000 – J. P. odkrywa Amerykę
- 2000 – Rajski Ptak (Główna Nagroda na Ogólnopolskim Festiwalu Monodramów w Starej Prochoffni w Warszawie w 2003)
- 2002 – Miłość Fedry
- 2003 – Widmokrąg (widowisko plenerowe)
- 2007 – Geist (przedstawienie rozpoczęte przez Zygmunta Duczyńskiego, dokończone po jego śmierci przez zespół we współpracy reżyserskiej z Arkadiuszem Buszko; Główna Nagroda w plebiscycie publiczności 16. Alternatywnych Spotkań Teatralnych Klamra 2008 w Toruniu).